# Карліс Міесніекс
Карліс Міесніекс (латис. Kārlis Miesnieks, в радянських документах — Карліс Екабовіч Міесніек, 1887-1977) — радянський латиський художник. Народний художник Латвійської РСР.

## Біографія
Народився в 1887 році в селі Яунпієбалга (латис. Jaunpiebalga), Венденський повіт, в селянській родині.
Після закінчення в 1907 році міського училища протягом трьох років працював народним учителем, а в 1910 році поїхав до Петербурга, щоб отримати художню освіту. Відвідував школу Імператорського товариства заохочення мистецтв, займаючись там у відомого художника А. О. Рилова. У 1911 році вступив в Училище технічного малювання барона Штігліца, де його вчителем був В. Е. Савінський, і в 1916 році отримав диплом художника-декоратора.
Відслуживши один рік у Кексгольмському гвардійському полку, Міесніекс починає педагогічну діяльність, якою займався протягом усього життя: викладав малювання у середній школі, а з 1922 року — в Академії мистецтв у Ризі.
Після встановлення у Латвії Радянської влади Міесніекс продовжив викладацьку роботу в Латвійській Академії мистецтв і інтенсивно займався живописом.
Помер в 1977 році.

## Творчість
Самостійну творчу роботу Міесніекс почав у 1920 році, коли вперше брав участь у виставці, увійшовши в Об'єднання незалежних художників. Був членом груп, які дотримуються принципів традиційного мистецтва: в 1924 році вступив до товариства «Садарбс», пізніше став членом Латвійського товариства образотворчого мистецтва. Цікавлячись старим мистецтвом, Міесніек віддавав перевагу майстрам Відродження.
Міесніекс працював у області портрета, сюжетної картини, пейзажу. Його сюжетні картини несуть соціальний зміст («Працівник», 1926; «Дроворуби», 1936; «Сіно — державі», 1948). Однак пейзаж — основний жанр, в якому працював художник, оспівуючи природу Латвії, красу її полів, лісів, річок та озер.
Портретного живопису Міесніека властивий об'єктивний підхід до моделі, де точно передано зовнішню схожість та виявлено основні риси характеру портретованих (портрет народної артистки Латвійської РСР Берти Румніеце, 1950; портрет дружини художника, 1952; автопортрет, 1945; портрет народного артиста Латвійської РСР Е. Мелнгайлиса, 1946).